# Meiningeńczycy

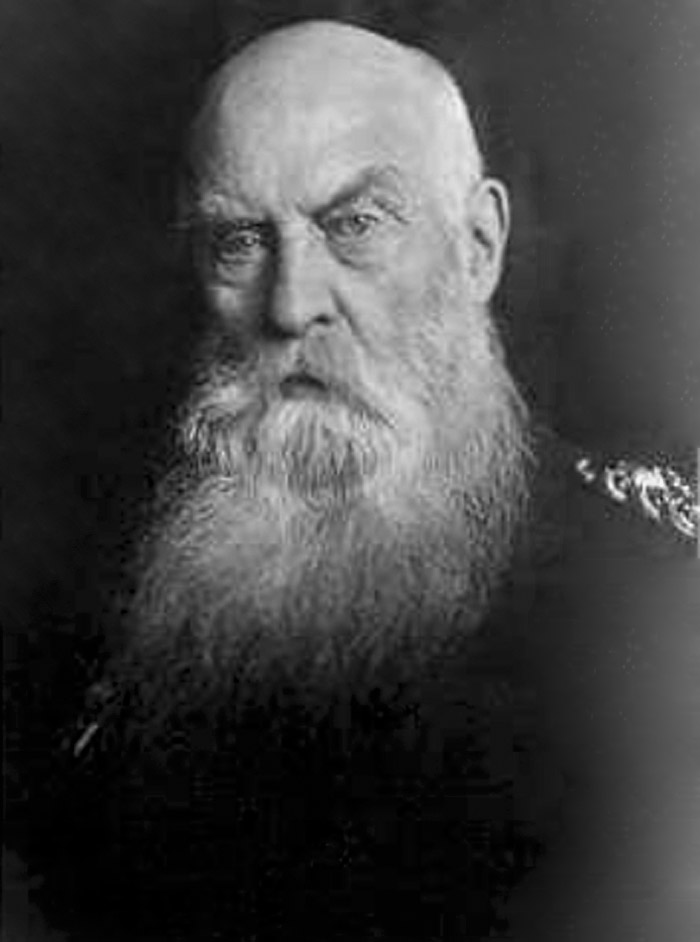
Jerzy II von Sachsen-Meiningen – założyciel teatru Meiningeńczyków

Meiningeńczycy – zespół teatralny założony i prowadzony przez księcia Jerzego II von Sachsen-Meiningen, który funkcjonował w księstwie Saksonia-Meiningen w latach 1860–1908. Znakiem rozpoznawczym grupy było zerwanie z systemem gwiazdorskim i wprowadzenie zasady współodpowiedzialności całego zespołu za poziom przedstawień, nowe techniki reżyserii grup statystów na scenie, archeologiczna dbałość o historyczną wierność realiom prezentowanej epoki oraz wyjątkowa wystawność organizowanych przedstawień. Na repertuar składały się tytuły klasyki niemieckiej, angielskiej i francuskiej. W latach 1874–1890 Meiningeńczycy występowali w miastach całej Europy, co przyniosło im sławę i wywarło wpływ na europejski teatr. Uznawani są za prekursorów ruchu Wielkiej Reformy Teatralnej, która zaczęła się rozwijać w latach 90. XIX wieku.

## Twórcy i rytm pracy zespołu

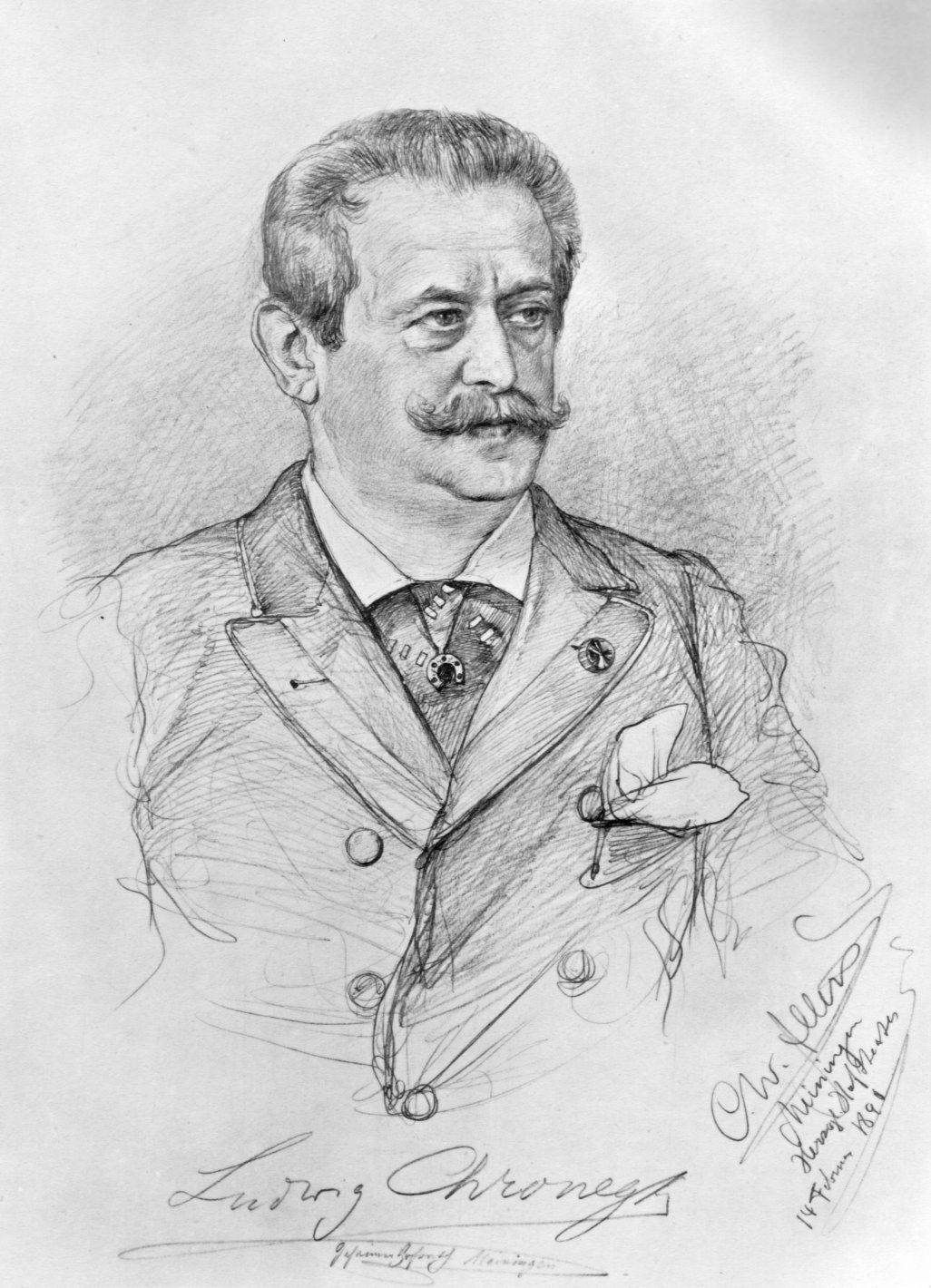
Ludwig Chronegk – pierwszy reżyser teatralny w nowoczesnym znaczeniu tego słowa

Zespołem kierował najpierw baron von Stein, a od 1866 roku Friedrich von Bodenstedt, natomiast cztery lata później w reżysera wcielił się osobiście książę Jerzy II. W roku 1873 funkcję przejął Ludwig Chronegk i to pod jego kierunkiem trupa rozpoczęła wielkie tournée po Europie, zdobywając powszechne uznanie publiczności i krytyki.
Książę był nie tylko fundatorem, ale sam przez cały czas istnienia teatru pełnił rolę inscenizatora i dostarczyciela pomysłów, ponadto, utalentowany malarsko, przygotowywał szkice kostiumów i scenografii. Techniczną pracę nad organizacją przedstawień powierzał reżyserowi, w roli tej najdłużej pozostawał Ludwik Chronegk i to jego uznaje się za pierwszego nowoczesnego reżysera, którego celem było nadzorowanie i spajanie różnych elementów przedstawienia. Helena von Heldburg – żona księcia, eks-aktorka jego teatru, gdy już sama przestała występować na scenie, nauczała adeptów rzemiosła aktorskiego.
W Meiningen wystawiano sztuki przez sześć miesięcy w roku, po dwa spektakle tygodniowo. W jednym sezonie na afiszu mogło być nawet 15 sztuk. Książę zamknął dworską operę, aby móc poświęcić się działalności teatralnej. Podczas wyjazdów aktorzy grali każdego dnia, niekiedy prezentując nawet dwie lub trzy sztuki dziennie.

## Nowa koncepcja aktora
Meiningeńczycy dbali, aby w zespole wszyscy aktorzy czuli się równi. Według poglądów Jerzego II, które stały w opozycji do funkcjonującego w drugiej połowie stulecia systemu gwiazdorskiego, każdy aktor miał do wykonania tak samo istotne zadanie na scenie. Recenzenci zauważali, że dzięki współpracy zespół uwypuklał artystyczną wartość całej sztuki, a nie monologi czy wystąpienia poszczególnych gwiazd prezentujących swoje kwestie.
Brak podziału na role małe i duże, obsadzanie gwiazd w epizodach innych spektakli, niwelowało niezdrowe ambicje aktorów oraz pokazywało, że każdą, nawet najmniejszą rolę trzeba zagrać jak najlepiej. Aby aktor nie skostniał w jednym typie roli, dbano o różnorodność kreacji realizowanych przez jedną osobę. By nie stracić kontaktu z rolą i pokazywaną epoką, próby odbywały się nawet po premierze.
Książę osobiście przygotowywał szkice do kostiumów. Dekoracje, rekwizyty i kostiumy były już gotowe i noszone przez artystów od pierwszej próby, aby aktor mógł przyzwyczaić się do swojej roli. Kostiumy musiały być realistyczne, tak więc rolę rycerza, jeśli zachodziła potrzeba, odgrywano w pełnej zbroi, co było dla aktora niemałym wyzwaniem. Kostium, jego kształt, a także waga wpływał na sposób gry i płynność ruchów aktora. Książę dbał o kondycję i aparycję swoich aktorów, którzy musieli udźwignąć czasem bardzo ciężkie stroje i prezentować się dobrze przed publicznością.

## Reżyserowanie tłumu
Ruch sceniczny był jedną z cech wyróżniających Meiningeńczyków. Chronegk potrafił doskonale reżyserować tłumy (już wcześniej próbował tego Wagner, potem w XX wieku sztukę tę rozwijał Reinhardt). Masę statystów (wzorem Charlesa Keana) dzielono na mniejsze grupy, z których każda dostawała osobne instrukcje i była kierowana przez jednego przewodnika-aktora. Antoine w swoich obserwacjach z pracy Meiningeńczyków pisał, że w grupie aktorskiej liczącej około 70 aktorów, mniej więcej 20 dostawało role w dramacie, pozostali statystowali, prowadząc grupy amatorów. Pełnienie roli przewodnika statystów było dla aktora nie mniej ważną funkcją niż odgrywanie którejś z postaci dramatu. Pozwalało to także na lepsze efekty podczas przedstawień wyjazdowych, gdzie zatrudniano lokalnych statystów, których należało przeszkolić. Dbano, by rozstawienie tłumów było urozmaicone, unikano równomierności w postawie, zwalczano mechanizację i bierność.
Władysław Bogusławski tak opisywał grę statystów w Juliuszu Cezarze:
| Z kolei Antoniusz zabiera głos, ale nikt go nie słucha. W rozrzuconych malowniczo po placu gromadkach żywo gestykulujących, mowa widocznie tylko o Brutusie: ludzie sobie komentują to, co słyszeli i w czym ich zresztą od czasu do czasu sam mówca utwierdza, powtarzając: „Brutus jest prawym człowiekiem”... W miarę wzmagania się podstępnej wymowy przyszłego triumwira serce ludu zwraca się znów ku temu, którego przed chwilą potępiło dla nowego bożyszcza… To, co się od tej chwili dziać zaczyna na scenie (t.j. od chwili pokazania zwłok Cezara) świadczy do jakiego stopnia doskonałości może być doprowadzona w mise en scene twórcza pomysłowość artystycznego kierownictwa. Około trupa Juliusza Cezara odgrywają się kompletne nieme epizodyczne dramaty: tu starzec wsparty na kiju staje koło zamordowanego, potrząsa siwą głową i w milczeniu łzy ociera; tam młoda kobieta klęka około noszów, pokazuje dzieciom martwe ciało i całuje kraj płaszcza okrywającego dostojne zwłoki; ówdzie znów młodzieniec załamuje ręce z rozpaczą i pięścią wygraża w stronę dokąd Brutus odszedł – zewsząd cisną się masy, chcąc raz jeszcze zobaczyć twarz Cezara dotknąć się ran; – ich szmer, tumult, zamieszanie, gwałt, krzyk rośnie potęguje się, a nad nimi grzmi zwycięski głos Antoniusza. |

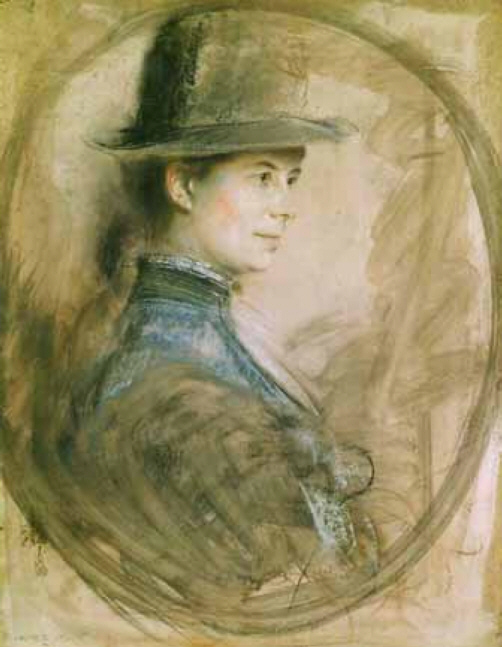
Helene von Heldburg – żona księcia, aktorka i nauczycielka aktorstwa

Dbano o odpowiednie nagłośnienie tłumu, który inaczej brzmi z daleka, inaczej z bliska. Wrażenie głosów dobiegających z zamknięcia osiągano np. każąc statystom krzyczeć, usta przyciskając do materaców. Dbano też, żeby tłum statystów różnie wyglądał i zachowywał się, zależnie jaką epokę odtwarzał: inaczej zachowywali się górale z Wilhelma Tella, inaczej rzymianie w Juliuszu Cezarze. Aby sprawić wrażenie, że ludzi jest więcej niż w rzeczywistości, tłum statystów ciągnął się aż za kulisy.
Niektórzy krytycy zarzucali grupie, że zbyt wielkie tłumy na scenie przytłaczają, a niekiedy nawet zagłuszają tekst sztuki. Niemniej wszystkie te zabiegi były innowacyjne i przełamywały XIX-wieczną praktykę teatralną, gdzie statyści pełnili rolę tylko ozdobnika.

## Odtwarzanie realiów historycznych

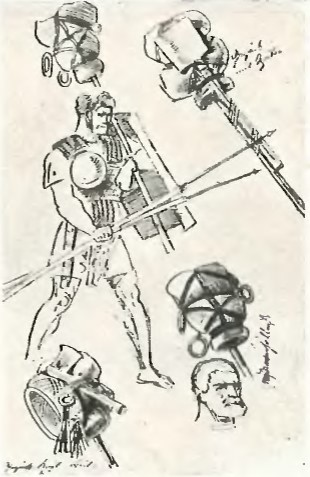
Szkic do spektaklu Hermannsschlacht autorstwa Jerzego II – legionista rzymski

Jerzy II w swoim teatrze, wzorem Charlesa Keana, wystawiającego Shakespeare’a w kostiumie z epoki, dążył do zachowania iluzji prawdy, którą rozumiał jako odtwarzanie rzeczywistości historycznej. Choć często utożsamiano Meiningeńczyków z przepychem sceny, był to jednak tylko środek, nie główny cel inscenizacji.
Dążenie do historycznej ścisłości było konsekwencją poszukiwania przez zespół naturalności. Jeśli sztuka tego nie wymagała, książę wystawiał ją o wiele skromniejszymi środkami (np. Chory z urojenia). Ale już prace przygotowawcze i badania do Juliusza Cezara trwały dwa lata i składały się na nie liczne studia historyczne oraz wyjazdy twórców do Włoch. Jeśli wystawiano sztukę osadzoną w nieokreślonym historycznie świecie przedstawionym, również odwoływano się realiów wybranej przez inscenizatorów epoki (np.: Opowieść zimowa umieszczona została w czasach włoskiego renesansu). Przestrzegano nie tylko kostiumu i wystroju, ale także obyczaju. Orszaki królewskie czy pochody wojskowe, rytuały dworskie były przez Meiningeńczyków odtwarzane z pietyzmem. Malowane dekoracje wzbogacano o rzeczywiste przystawki: drzewa, kolumny, kominki itp.
Historyczna drobiazgowość budziła podziw, ale i pojawiały się głosy krytyki. Władysław Bogusławski wyrażał wątpliwość sensu poszukiwań antykwarycznych, jeśli czasem i sam autor ubierający sztukę w kostium historyczny, nie znał dobrze realiów epoki, którą prezentował.

## Repertuar
Jerzy II bardzo szanował pierwowzór literacki. „Wolę nie mieć racji razem z poetą niż mieć słuszność z autorem przeróbki” – mawiał. Uzupełniał utwór teatralnie (np. o wstawki pantomimiczne), ale starał się go nie zmieniać.
Najczęściej do inscenizacji wybierał klasykę niemiecką i europejską. Podczas pobytu w Warszawie trupa zaprezentowała Juliusza Cezara, Wieczór trzech króli, Zimową opowieść Shakespeare’a, Zbójców, Marię Stuart, Obóz Wallensteina, Śmierć Wallensteina, Picollomini oraz Wilhelma Tella Schillera, Chorego z urojenia Moliera. Grano codziennie, niekiedy nawet po dwa lub trzy spektakle.
Najczęściej prezentowano Schillera i Shakespeare’a, korzystano także z dorobku Kleista, Grillparzera, Moliera, Byrona, Bjørnsona, Goethego, Ibsena, Lessinga. Najpopularniejsze sztuki wystawiane podczas tras objazdowych to Juliusz Cezar, Opowieść zimowa i Wilhelm Tell.

## Realizm detalu
Twórcy dbali nawet o drobne środki akustyczne i wizualne – odtwarzano echo niosące się po wielkich salach czy szmer fontanny. Dążono do uwidocznienia ognia armatniego w bitwach i liczono sekundy, kiedy powinien zabrzmieć grzmot. Flagi na scenie rzeczywiście powiewały poruszane wiatrem. Nie wahano się także pokazywać rzeczy nieprzyjemnych, jak martwe konie po bitwie czy zapach zatrutych świec, rozchodzący się po sali. Aby nie zepsuć wrażenia realizmu, unikano zmian dekoracji na oczach widza, stosując podział akcji na odsłony, a niekiedy triki, takie jak zaciemnienie sceny.

## Kompozycja i ruch sceniczny
Książę patrzył na kompozycję sceniczną z malarskiego punktu widzenia. Stanowczo opowiadał się przeciw symetrycznemu porządkowaniu sceny, które było charakterystyczne dla teatru weimarskiego. Wiedział, że taka kompozycja niszczy dynamizm obrazu i dopuszczał ją tylko w uzasadnionych przypadkach, np. w celu wyciszenia emocji lub stworzenia efektu surowego ascetyzmu. Unikał regularnych zgrupowań, ustawiania rzędu aktorów równolegle do rampy, przemieszczania się na scenie po linii prostej, zajmowania miejsca przez aktora dokładnie w centrum sceny. Różnicowano poziomy, stosując system podestów i schodów. Pokoje i komnaty często pokazywano ustawione ukośnie do widza. Umiejętnie grano światłem i mrokiem, ciszą i kakofonią dźwięków nakładających się na siebie.

## Europejskie tournée (1874–1890)

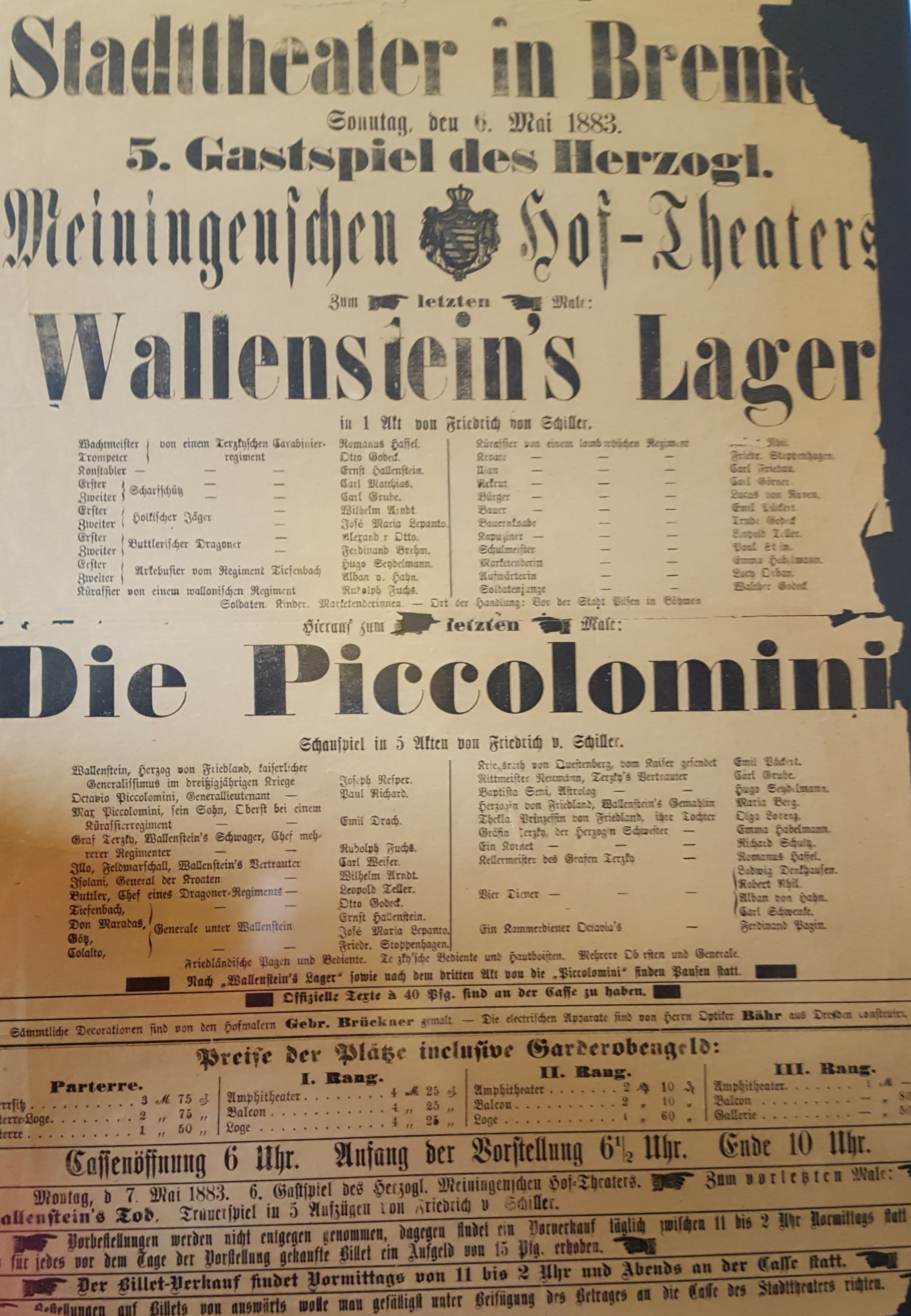
Afisz z roku 1883 zapowiadający występ Meiningeńczyków w Bremie

Prawdziwy sukces przyszedł wraz z przedstawieniami wyjazdowymi, które zainaugurowano gościnnymi występami w Berlinie 1 maja 1874 roku. Trupa podróżowała także poza granice niemieckie. Grała w Wiedniu i Budapeszcie, Pradze, Amsterdamie, Londynie, Bazylei, Petersburgu, Moskwie, Warszawie, Trieście, Antwerpii, Rotterdamie, Brukseli, Kopenhadze, Sztokholmie, Kijowie i Odessie, dając łącznie poza swoją siedzibą ponad dwa i pół tysiąca przedstawień. W Warszawie Meiningeńczycy gościli od 8 do 29 maja 1885 roku.

## Wpływy Meiningeńczyków
W Berlinie w roku 1876 oglądał ich Ibsen, gdy wystawiali jego Pretendentów do tronu, w Londynie Shaw w roku 1881. Siedem lat później w Brukseli Antoine (jeden z czołowych twórców Reformy Teatru) nie tylko widział występy grupy, ale też obserwował przeprowadzane próby, jego uwagę przykuł w szczególności nowatorski sposób zarządzania masami ludzkimi na scenie. Dwa lata później Meiningeńczycy równie silne wrażenie wywarli w Moskwie na Konstantym Stanisławskim: „W życiu naszego Towarzystwa, zwłaszcza zaś w moim, Meiningeńczycy stworzyli nowy etap”, pisał potem twórca MCHATu.